# Embrace the Darkness II
Pour plus de détails, voir Fiche technique et Distribution.
Embrace the Darkness II est un film américain réalisé par Robert Kubilos sorti en 2002. C'est le second volet de la trilogie Embrace the Darkness.

## Synopsis
Une vampire sensuelle (Catalina Larranaga) agit comme mentor auprès d'une recrue réticente (Renee Rea).

## Fiche technique
- Titre : Embrace the Darkness II
- Réalisateur : Robert Kubilos
- Scénario : April White, Edward Gorsuch
- Producteur : Jennifer M. Byrne
- Producteur exécutif : Kelley Cauthen
- Production :
- Musique : Herman Beeftink
- Pays de production :  États-Unis
- Langue : anglais
- Format : Couleurs
- Durée : 89 minutes (1 h 29)
- Date de sortie :
  - États-Unis : 22 janvier 2002
- Italie : 2 avril 2005 (première télévisée en Italie)
- Pologne : 200 (première télévisée en Pologne)

## Distribution
- Renee Rea : Jennifer, la jeune vampire
- Catalina Larranaga : Lizzie, la vampire
- Tristen Coeur D'Alene : Jack, le vampire
- John Maryland : Abraham Van Helsing, le chasseur de vampires
- Katie Lohmann : la fantôme
- Jezebelle Bond : la fille au visage blanc
- April Flowers : la fille du maire (créditée comme Diana Espen)
- Sean Vossler : Peter
- Jimmy Wayne Blunt : le garçon effrayant
- Christian Zumirez : le jeune étudiant
- Ignazio Alvarez : le motard
- Kara Sinh : la fille sexy 'X'
- M.R. Rzeznik : le Hipster